# (21726) Rezvanian
(21726) Rezvanian (1999 RB134) – planetoida z pasa głównego asteroid okrążająca Słońce w ciągu 3,65 lat w średniej odległości 2,37 j.a. Odkryta 9 września 1999 roku.